# Роберт Арамајо
Роберт Арамајо (енгл. Robert Aramayo; Кингстон на Халу, 6. новембар 1992) енглески је глумац. Познат је по улози младог Неда Старка у серији Игра престола (2016), Роба Хојла у серији Не веруј својим очима (2021) и Елронда у серији Господар прстенова: Прстенови моћи (2022—данас).

## Филмографија

### Филм
| Година | Српски наслов | Изворни наслов                | Улога            | Напомене |
| ------ | ------------- | ----------------------------- | ---------------- | -------- |
| 2016.  | Ноћне звери   |                               | Стив Адамс       |          |
| 2017.  |               |                               | Сал              |          |
| 2018.  | Галвестон     |                               | Треј             |          |
| 2018.  |               | The Standoff at Sparrow Creek | Китинг           |          |
| 2019.  |               |                               | Џими             |          |
| 2019.  | Вечна лепота  |                               | Џони             |          |
| 2020.  | Антебелум     |                               | Данијел          |          |
| 2020.  |               | Гарет                         |                  |          |
| 2021.  | The King's Man: Почетак     |                               | заставник Аткинс |          |

### Телевизија
| Година     | Српски наслов                      | Изворни наслов | Улога                  | Напомене  |
| ---------- | ---------------------------------- | -------------- | ---------------------- | --------- |
| 2016—2017. | Игра престола                      |                | млади Нед Старк        | 4 епизоде |
| 2016.      | Харли и Дејвидсонови               |                | Вилијам Харли          |           |
| 2018.      |                                    |                |                        |           |
| 2019.      | Ловац на умове                     |                | Елмер Вејн Хенли Млађи | 1 епизода |
| 2021.      | Не веруј својим очима              |                | Роб Хојл               |           |
| 2022—      | Господар прстенова: Прстенови моћи |                | Елронд                 | 9 епизода |